# Cymbopogon
Cymbopogon   é um género botânico pertencente à família Poaceae, subfamília Panicoideae, tribo Andropogoneae.
Neste gênero encontram-se a citronela e o capim limão.
O gênero é composto por aproximadamente 155 espécies. Ocorrem na Europa, África, Ásia, Australásia, Pacífico, América do Norte e América do Sul.

## Uso
A Cidreira, Capim Cidreira, Capim Santo, Capim Limão (português brasileiro) ou Erva-Príncipe, Caninha ou Erva-caninha (em Português europeu) (Cymbopogon flexuosus e Cymbopogon citratus) é uma planta usada em medicina popular, sendo, para esse efeito, utilizadas as folhas que, em infusão, têm propriedades febrífugas, sudoríficas, analgésicas, calmantes, antidepressivas, diuréticas e expectorantes. O extrato ou óleo essencial pode ser usado como bactericida (inclusive para tratamento contra a bactéria Helicobacter Pylori), hepatoprotector, antiespasmódico, estimulante da circulação periférica, estimulante estomacal e da lactação. Os compostos químicos a que se devem estas propriedades são citral, geraniol, metileugenol, mirceno, citronelal, ácido acético e ácido capróico. Tais componentes e, mais especificamente, o citral dão-lhe um aroma semelhante à lúcia-lima, bela-luísa ou limonete (Aloysia triphylla).
A Citronela (Cymbopogon nardus e Cymbopogon winterianus) cresce aproximadamente até 2 metros e apresenta caule avermelhado na base. Essas espécies são utilizadas na produção do óleo de citronela, que é utilizado em sabonetes, como repelentes de insetos.
A citronela é normalmente plantada em pequenas hortas para afastar a mosca branca. Seu plantio favorece o cultivo de vegetais, tais como o tomate e brócolis, sem a utilização de pesticidas. O plantio consorciado com outras culturas deve incluir barreiras físicas, pois a citronela pode se espalhar pelo terreno.

## Sinônimos
- Cymbanthelia Andersson (SUI)
- Gymnanthelia Schweinf. (SUI)

## Principais espécies
- Cymbopogon ambiguus A.Camus
- Cymbopogon bombycinus (R.Br.) Domin
- Cymbopogon citratus (DC. ex Nees) Stapf
- Cymbopogon citriodorus Link
- Cymbopogon flexuosus (Nees ex Steud.) Stapf
- Cymbopogon martinii  (Roxb.) Will. Watson
- Cymbopogon nardus (L.) Rendle
- Cymbopogon obtectus  S.T.Blake
- Cymbopogon procerus (R.Br.) Domin
- Cymbopogon proximus (Hochst.ex A.Rich.) Chiov.
- Cymbopogon refractus (R.Br.) A.Camus
- Cymbopogon winterianus Jowitt
- «PPP-Index Lista completa»